# Shangri-La (The Kinks)
"Shangri-La" (ook uitgegeven onder de net andere namen "Shangrila" en "Shangri La") is een nummer van de Britse rockgroep The Kinks uit 1969.
Het nummer is geschreven door Ray Davies en verscheen voor het eerst op het conceptalbum Arthur (Or the Decline and Fall of the British Empire). De ironische songtekst van het nummer geeft commentaar op de Britse klassenmaatschappij en portretteert Arthur, de hoofdrolspeler van het album, en zijn lege bestaan in de buitenwijken van een Britse stad. De inspiratie van het nummer werd gehaald toen de gebroeders Davies hun naar Australië geëmigreerde zus bezochten.
"Shangri-La" werd uitgebracht als de tweede single van het album. Het nummer was niet succesvol. Alleen in Nederland werd de hitlijst gehaald, en daar kwam het ook niet verder dan de 27e plek in de Nederlandse Top 40. Ondanks uitblijven van commercieel succes hebben bandleden Ray Davies en John Dalton beiden aangegeven dat dit een van hun favoriete Kinks-nummers is.

## NPO Radio 2 Top 2000
| Nummer met noteringen in de NPO Radio 2 Top 2000 | '99  | '00 |
| ------------------------------------------------ | ---- | --- |
| Shangri-La                                       | 1231 | 962 |

1. ↑  Een vetgedrukt getal geeft de hoogste notering aan.
2. ↑  Deze tabel is bijgewerkt tot en met de laatste editie (2024).